# عيد الصعود
عيد الصعود (ويعرف أيضا بعيد صعود يسوع المسيح ، يوم الصعود ، خميس الصعود ، أو أحيانًا الخميس المقدس) هو عيد مسيحي يحتفل فيه بذكرى صعود المسيح بالجسد إلى السماء بعد عيد القيامة بأربعين يوما بحسب الرواية الانجيلية ، وهو أحد الأعياد المسكونية (أي يُحتفل بها عالميًا) للكنائس المسيحية ، جنبا إلى أعياد الآلام (آلام المسيح) وعيد الفصح وعيد العنصرة (الخمسين).
يذكر سفر أعمال الرسل في الإصحاح 1: 3 أن يسوع قد مكث على الأرض 40 يومًا قبل صعوده ، يحتفل تقليديًا بيوم الصعود في يوم الخميس ؛ على الرغم من أن بعض الطوائف المسيحية قد نقلت الاحتفال إلى يوم الأحد التالي. في الكنيسة الكاثوليكية في الولايات المتحدة ، يختلف يوم الاحتفال حسب المقاطعة الكنسية.